# Всеросійська державна телевізійна і радіомовна компанія
Всеросі́йська держа́вна телевізі́йна і радіомо́вна компа́нія (скорочено ВДТРК) — російське пропагандистське федеральне державне унітарне підприємство. Було створено Постановою Президії Верховної Ради Російської Федерації від 14 липня 1990. Систематично займається пропагандою, що направлена проти України i Західного світу.
Генеральний директор — Олег Добродєєв. Обіймає цю посаду з 29 липня 2004 року. З січня 2000-го по липень 2004 року був головою ВДТРК. Заступник Генерального директора — російський пропагандист Дмитро Кисельов.
Першим головою ВДТРК був Олег Попцов, генеральним директором — Анатолій Лисенко. ВДТРК виступає ключовим елементом інформаційної війни та пропаганди проти України.

## Історія
21 червня 1990 I З'їзд Народних Депутатів РРФСР приймає Постанову про засоби масової інформації РРФСР, що приписує Раді Міністрів РРФСР вжити заходів до створення Комітету з телебачення і радіомовлення РРФСР. 14 липня 1990 Президія Верховної Ради РРФСР своєю постановою засновує Всеросійську державну телевізійну і радіомовну компанію.
Першим головою Всеросійської державної телевізійної і радіомовної компанії був призначений колишній заступник головного редактора газети «Московские новости» — Олег Максимович Попцов.
10 грудня 1990 починає мовлення Радіо Росії. Воно почало мовлення на першому радіоканалі разом із Першою програмою Всесоюзного Радіо, а також на другому радіоканалі разом із радіоканалом «Маяк» і третьому радіоканалі разом із Третьою програмою Всесоюзного Радіо. З початку 1991 року «Радіо Росії» стало мовити тільки на третьому радіоканалі разом із радіоканалом «Юність». З серпня 1991 року «Радіо Росії» мовить на першому радіоканалі, «Радіо-1» переміщається на третій радіоканал, «Юність» на окрему радіочастоту.
13 травня 1991 починає мовлення Російське Телебачення (хоча мовлення планувалося розпочати ще з березня 1991 року, та весь час відкладалося), ділячи ефірний час з мовленням Другої програми Центрального телебачення. 16 вересня 1991 було закрито Другу програму Центрального телебачення СРСР, і весь ефірний час на другому метровому каналі перейшов Російському Телебаченню.
6 липня 1992 на четвертому телеканалі починає мовлення канал Російські університети, мовлячи разом з 4-м каналом Останкіно до 16 січня 1994 року, а з 17 січня 1994 року з каналом НТВ, водночас у складі ВДТРК була створена Державна Телекомпанія «Російські університети».
У лютому 1996 року указом Бориса Єльцина Олег Попцов був знятий з посади Голови ВДТРК, незважаючи на протести творчого колективу. Єльцин, лаючись на Попцова, заявив, що в новинах «шмагають чорнуху». Новим головою ВДТРК був призначений президент Московської незалежної мовної корпорації (МНМК) ТВ-6 Москва Едуард Сагалаєв.
11 листопада 1996 канал «Російські університети» припинив мовлення, а його ефірний час перейшов НТВ.
1 листопада 1997 розпочав мовлення просвітницький канал «Культура». Він став мовити на п'ятому метровому каналі замість ДТРК «Петербург — П'ятий канал», мовлення якого було обмежено Ленінградською областю.
8 травня 1998 указом президента Росії «Про вдосконалення роботи державних електронних засобів масової інформації» був створений інформаційний холдинг ВДТРК. На підставі цього указу до складу Всеросійської державної телерадіокомпанії увійшла Загальноросійська радіокомпанія «Маяк» і Російська державна радіомовна компанія «Голос Росії». Постановою Уряду Російської Федерації від 26 лютого 2004 р. № 111 «Про Всеросійську державну телевізійну і радіомовну компанію» всі регіональні дочірні ДТРК перетворені у філії, а ФГУП РТРС виведена зі складу холдингу як самостійна організація.
1 липня 2002 розпочав мовлення канал «РТР Планета», перший у Росії державний канал, що здійснював телевізійне іномовлення.
22 червня 2003 розпочав мовлення на шостому метровому каналі канал «Спорт» (замість каналу «ТВС»).
1 листопада 2004 розпочав мовлення радіоканал «Культура».
1 липня 2005 розпочав мовлення канал «Планета Спорт».
1 липня 2006 розпочав мовлення канал «Вести».
1 вересня 2007 розпочав мовлення канал «Бібігон».
5 лютого 2008 розпочав мовлення радіоканал «Вести».
14 квітня 2009 закрито канал «Планета Спорт».
1 листопада 2009 розпочав мовлення канал «Моя планета».
1 січня 2010 чотири телеканали ВДТРК перейменовують: «Росія» на «Росія-1», «Спорт» у «Росія-2», «Вести» на «Росія-24», «Культура» на «Росія К».
12 лютого 2010 розпочав мовлення канал «2 Спорт 2».
10 серпня 2010 запущений в тестовому режимі платний HD-телеканал «Спорт 1», який з 14 серпня 2010 року почав транслювати всі матчі футбольної прем'єр-ліги Англії.
16 грудня 2010 стало відомо про відкриття ВДТРК нового каналу, присвяченого науці.
27 грудня 2010 розпочав мовлення канал «Карусель», замість двох каналів «Теленяня» та «Бібігон».
19 лютого 2011 почав тестове мовлення канал «Наука 2.0».
2 квітня 2011 канал «Наука 2.0» почав регулярне мовлення.
4 квітня 2011 розпочав мовлення канал «Спорт 2».
2 грудня 2011 розпочав мовлення канал «Бійцівський клуб».
1 березня 2012 розпочав мовлення канал «Російський роман».

## Основні медійні активи ВДТРК
- Телеканал «Росія-1»
- Телеканал «Росія-24»
- Телеканал «Росія-К»
- Телеканал «РТР Планета»
- Телеканал «Моя планета»[9]
- Телеканал «Наука 2.0»
- Телеканал «Карусель» (Спільно з «Першим каналом»)
- Телеканал «Москва 24» (на замовлення Уряду Москви)
- Телеканал «Спорт-1» у форматі високої чіткості
- Телеканал «Спорт-2»
- Телеканал «Бійцівський клуб»[10]
- Телеканал вітчизняних мелодрам «Російський роман»[11]
- Телеканал «Сарафан»
- Державний Інтернет-канал «Росія», об'єднує Інтернет-ресурси всіх центральних і регіональних телерадіокомпаній, що входять до складу ВДТРК, Москва
- Радіостанція «Радіо Росії», Москва
- Радіостанція «Маяк», Москва
- Радіостанція «Юність», Москва
- Радіостанція «Вести ФМ», Москва
- Радіостанція «Культура», Москва
- Власний сейлз-хаус «РТР-Медіа»

Регіональні (філії):
- Територіальне відділення ДТРК «Чита», Агінський Бурятський автономний округ, Агінський
- ДТРК «Адигея», республіка Адигея, Майкоп
- ДТРК «Алтай», Алтайський край, Барнаул
- ДТРК «Амур», Амурська область, Благовєщенськ
- ДТРК «Помор'я», Архангельська область, Архангельськ
- ДТРК «Лотос», Астраханська область, Астрахань
- ДТРК «Башкортостан», республіка Башкортостан, Уфа
- ДТРК «Бєлгород», Бєлгородська область, Білгород
- ДТРК «Брянськ», Брянська область, Брянськ
- ДТРК «Бурятія», республіка Бурятія, Улан-Уде
- ДТРК «Володимир», Володимирська область, Володимир
- ДТРК «Вологда», Вологодська область, Вологда
- ДТРК «Волгоград-ТРВ», Волгоградська область, Волгоград
- ДТРК «Воронеж», Воронезька область, Воронеж
- ДТРК «Гірський Алтай», республіка Алтай, Гірничо-Алтайськ
- ДТРК «Дагестан», республіка Дагестан, Махачкала
- ДТРК «Біра», Єврейська автономна область, Біробіджан
- ДТРК «Івтелерадіо», Іванівська область, Іваново
- ДТРК «Інгушетія», республіка Інгушетія, Назрань
- ДТРК «Іркутськ», Іркутська область, Іркутськ
- ДТРК «Кабардино-Балкарія», Кабардино-Балкарська Республіка, Нальчик
- ДТРК «Калінінград», Калінінградська область, Калінінград
- ДТРК «Калмикія», республіка Калмикія, Еліста
- ДТРК «Калуга», Калузька область, Калуга
- ДТРК «Камчатка», Камчатський край, Петропавловськ-Камчатський
- Територіальне відділення ДТРК «Камчатка», Камчатський край, Палана
- ДТРК «Карачаєво-Черкесія», Карачаєво-Черкеська республіка, Черкеськ
- ДТРК «Карелія», республіка Карелія, Петрозаводськ
- ДТРК «Вятка», Кіровська область, Киров
- ДТРК «Кузбас», Кемеровська область, Кемерово
- Територіальне відділення ДТРК «Воркута», республіка Комі, Воркута
- ДТРК «Комі Гор», республіка Комі, Сиктивкар
- ДТРК «Кострома», Костромська область, Кострома
- ДТРК «Кубань», Краснодарський край, Краснодар
- Територіальне відділення ДТРК «Кубань», Краснодарський край, Сочі
- ДТРК «Красноярськ», Красноярський край, Красноярськ
- ДТРК «Курган», Курганська область, Курган
- ДТРК «Курськ», Курська область, Курськ
- ДТРК «Липецьк», Липецька область, Липецьк
- ДТРК «Магадан», Магаданська область, Магадан
- ДТРК «Марій Ел», республіка Марій Ел, Йошкар-Ола
- ДТРК «Мордовія», республіка Мордовія, Саранськ
- ДТРК «Мурман», Мурманська область, Мурманськ
- Територіальне відділення ДТРК «Помор'я», Ненецький автономний округ, Нар'ян-Мар
- ДТРК «Нижній Новгород», Нижньогородська область, Нижній Новгород
- ДТРК «Славія», Новгородська область, Великий Новгород
- ДТРК «Новосибірськ», Новосибірська область, Новосибірськ
- ДТРК «Іртиш», Омська область, Омськ
- ДТРК «Оренбург», Оренбурзька область, Оренбург
- ДТРК «Орел», Орловська область, Орел
- ДТРК «Пенза», Пензенська область, Пенза
- ДТРК «Перм», Пермський край, Перм
- Територіальне відділення ДТРК «Перм», Пермський край, Кудимкар
- ДТРК «Владивосток», Приморський край, Владивосток
- ДТРК «Псков», Псковська область, Псков
- ДТРК «Дон-ТР», Ростовська область, Ростов-на-Дону
- ДТРК «Ока», Рязанська область, Рязань
- ДТРК «Самара», Самарська область, Самара
- ДТРК «Санкт-Петербург», Санкт-Петербург
- ДТРК «Саратов», Саратовська область, Саратов
- ДТРК «Саха», республіка Саха (Якутія), Якутськ
- ДТРК «Сахалін», Сахалінська область, Південно-Сахалінськ
- ДТРК «Урал», Свердловська область, Єкатеринбург
- ДТРК «Аланія», республіка Північна Осетія-Аланія, Владикавказ
- ДТРК «Смоленськ», Смоленська область, Смоленськ
- ДТРК «Ставропіллі», Ставропольський край, Ставрополь
- Територіальне відділення ДТРК «Ставропіллі», Ставропольський край, Пятигорск
- ДТРК «Норильськ», Таймирський автономний округ, Норильськ
- ДТРК «Таймир», Таймирський автономний округ, Дудинка
- ДТРК «Тамбов», Тамбовська область, Тамбов
- ДТРК «Татарстан», республіка Татарстан, Казань
- ДТРК «Твер», Тверська область, Твер
- ДТРК «Томськ», Томська область, Томськ
- ДТРК «Тула», Тульська область, Тула
- ДТРК «Тива», республіка Тува, Кизил
- ДТРК «Регіон-Тюмень», Тюменська область, Тюмень
- ДТРК «Удмуртія», Удмуртська республіка, Іжевськ
- ДТРК «Південний Урал», Челябінська область, Челябінськ
- Територіальне відділення ДТРК «Південний Урал», Челябінська область, Магнітогорськ
- ДТРК «Волга», Ульяновська область, Ульяновск
- ДТРК «Далекосхідна», Хабаровський край, Хабаровск
- Територіальне відділення ДТРК «Далекосхідна», Хабаровський край, Комсомольск-на-Амурі
- ДТРК «Хакасія», республіка Хакасія, Абакан
- ДТРК «Югорія», Ханти-Мансійський автономний округ, Ханти-Мансійськ
- ДТРК «Вайнах», Чеченська республіка, Грозний
- ДТРК «Чита», Забайкальський край, Чита
- ДТРК «Чувашія», Чуваська республіка, Чебоксари
- ДТРК «Чукотка», Чукотський автономний округ, Анадир
- Територіальне відділення ДТРК «Красноярськ», Евенкійський автономний округ, Тура
- ДТРК «Ямал», Ямало-Ненецький автономний округ, Салехард
- ДТРК «Ярослава», Ярославська область, Ярославль

Представництва ВДТРК (які не є складовою частиною медіа-холдингу):
- В Республіці Білорусь, м. Мінськ (1 липня 2008 року запущений канал «РТР-Білорусь» на базі каналу РТР-Планета, раніше була Російська версія каналу «Росія»)
- В Україні, м. Київ

## Оформлення телеканалів— проєктів ВДТРК
- 13 травня 1991 — 14 вересня 2001 — оформлення телеканалів «РТР», «Культура» та «Російські університети» було різним, логотипи розміщувалися в різних кутах екрану.
- 15 вересня 2001 — 31 грудня 2009 — в оформленні всіх каналів ВДТРК («Росія», «Культура», «Спорт», «Вести», «РТР-Планета», «Планета Спорт», «Бібігон»), окрім «Моєї планети», обов'язково були присутні назва і 3-смуговий прапорець кольорів прапора Росії. З 2002 року логотипи локалізовано в одному куті екрану — правому верхньому.
- 1 січня 2010 — даний час — присутній синій прямокутник зі словом «РОСІЯ», «PLANETA», «СПОРТ» та інші, поруч червоний квадрат з другим найменуванням (1, 2, «К», 24, «РТР», «RTR»), розміщення у правому верхньому куті лишається незмінним. Логотип у «Моєї Планети» не змінювався.

## Керівництво

### Голови компанії
- Олег Попцов (1990—1996)
- Едуард Сагалаєв (1996—1997)
- Микола Сванідзе (1997—1998)
- Михайло Швидкой (1998—2000)
- Олег Добродєєв (2000 — 2004)

### Генеральні директори
- Анатолій Лисенко (1990—1996)
- Олег Добродєєв (з 2004 року)